# Autoroute A1 (Albanie)
Pour les articles homonymes, voir Autoroute A1.
La Route nationale 1 (en albanais : Autostrada A1, sigle A1) ou autoroute Durrës-Kukës, une route nationale  en Albanie.
La A1 est la plus longue et la seule autoroute à péage d'Albanie.
Elle s'étend sur 114 kilomètres dans la préfecture de Lezhë et la préfecture de Kukës.

## Tracé
L'autoroute fait partie d'un corridor plus vaste reliant la côte albanaise de la mer Adriatique au sud-ouest, à travers les Alpes albanaises, avec la République du Kosovo au nord-est.